# Ironton (Wisconsin)
Ironton – miasto w Stanach Zjednoczonych, w stanie Wisconsin, w hrabstwie Sauk.